# Setina maculata
Setina maculata är en fjärilsart som beskrevs av Thomann 1951. Setina maculata ingår i släktet Setina och familjen björnspinnare. Inga underarter finns listade i Catalogue of Life.